# Montañas Rocosas de Canadá
Las Montañas Rocosas canadienses (en inglés, Canadian Rockies; en francés, Rocheuses canadiennes) es una cordillera localizada en Norteamérica, el sector de las Montañas Rocosas que se encuentra en Canadá, discurriendo por las provincias de Alberta y Columbia Británica. Una parte de este sector también corre por la parte norte de los estados de Idaho y Montana. El extremo norte de las Rocosas canadienses está en la llanura del río Liard, en la Columbia Británica.

## Áreas protegidas

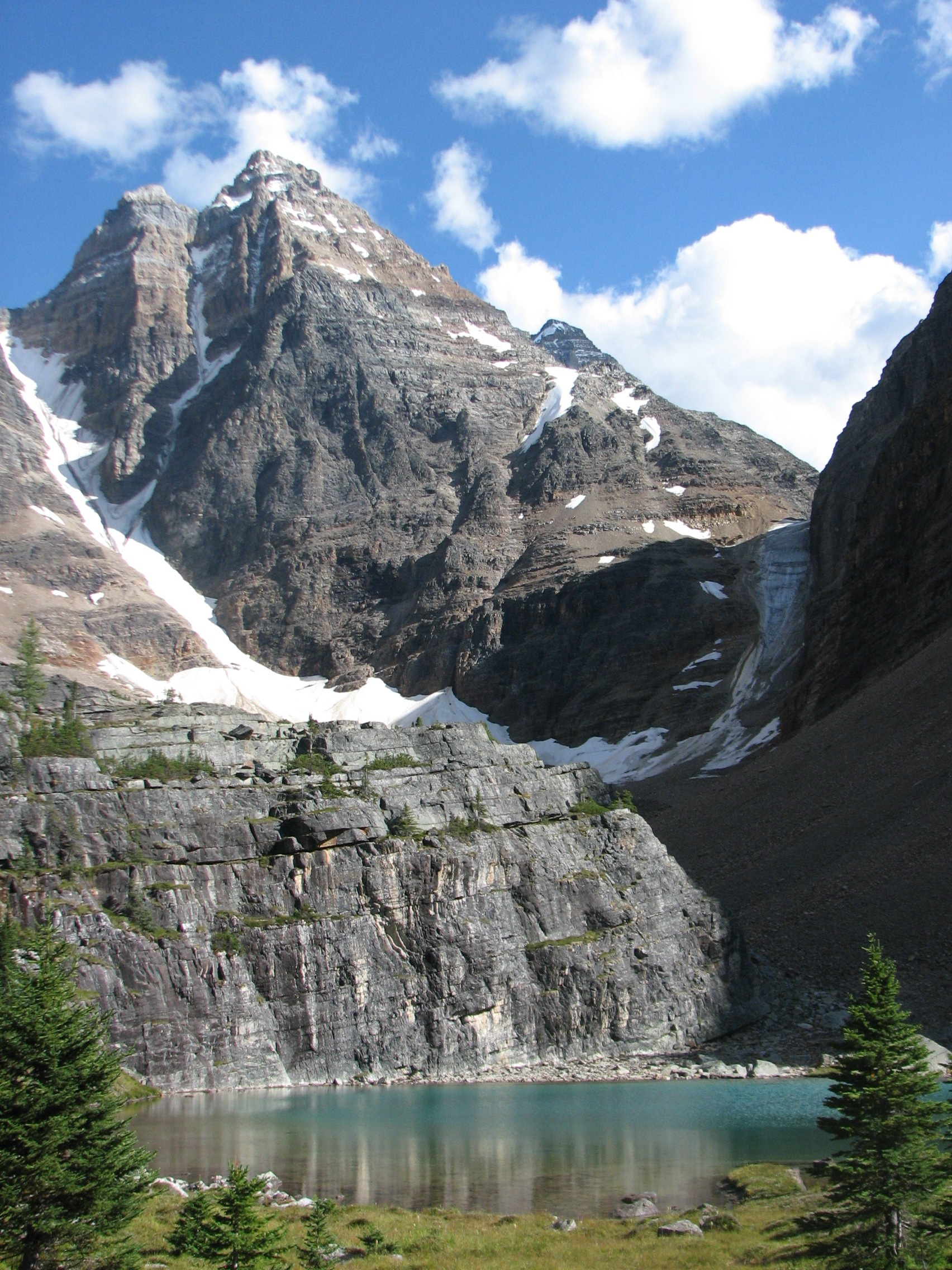
Pico Ringrose, con el lago O'Hara (Columbia Británica).

Dentro de las Montañas Rocosas canadienses se han establecido cinco parques nacionales, cuatro de ellos entrelazan y forman el Parque Patrimonio de la Humanidad Parque de las Montañas Rocosas Canadienses. Estos cuatro parques son el parque nacional Banff, el parque nacional Jasper, el parque nacional Yoho y el parque nacional Kootenay. El parque nacional que no está incluido en el Patrimonio de la Humanidad es el parque nacional Waterton, que no está unido con los demás (se encuentra más al sur, a lo largo de la frontera internacional). 
El sitio de Patrimonio Mundial también incluye tres parques provinciales de Columbia Británica que unen los cuatro parques nacionales: Hamber, el monte Assiniboines y el monte Robson. Juntos, todos estos parques nacionales y provinciales se han declarado un solo sitio de Patrimonio Mundial de la Unesco en 1984, para los paisajes de montaña únicos que se encuentran allí, compuesto por picos, glaciares, lagos, cascadas, cañones y cuevas de piedra caliza, así como los fósiles (por ejemplo, el Burgess Shale, una vez fue un sitio del Patrimonio Mundial en su propio derecho, es ahora parte de las montañas Rocosas Canadienses.

## Estribaciones de las Rocosas Canadienses

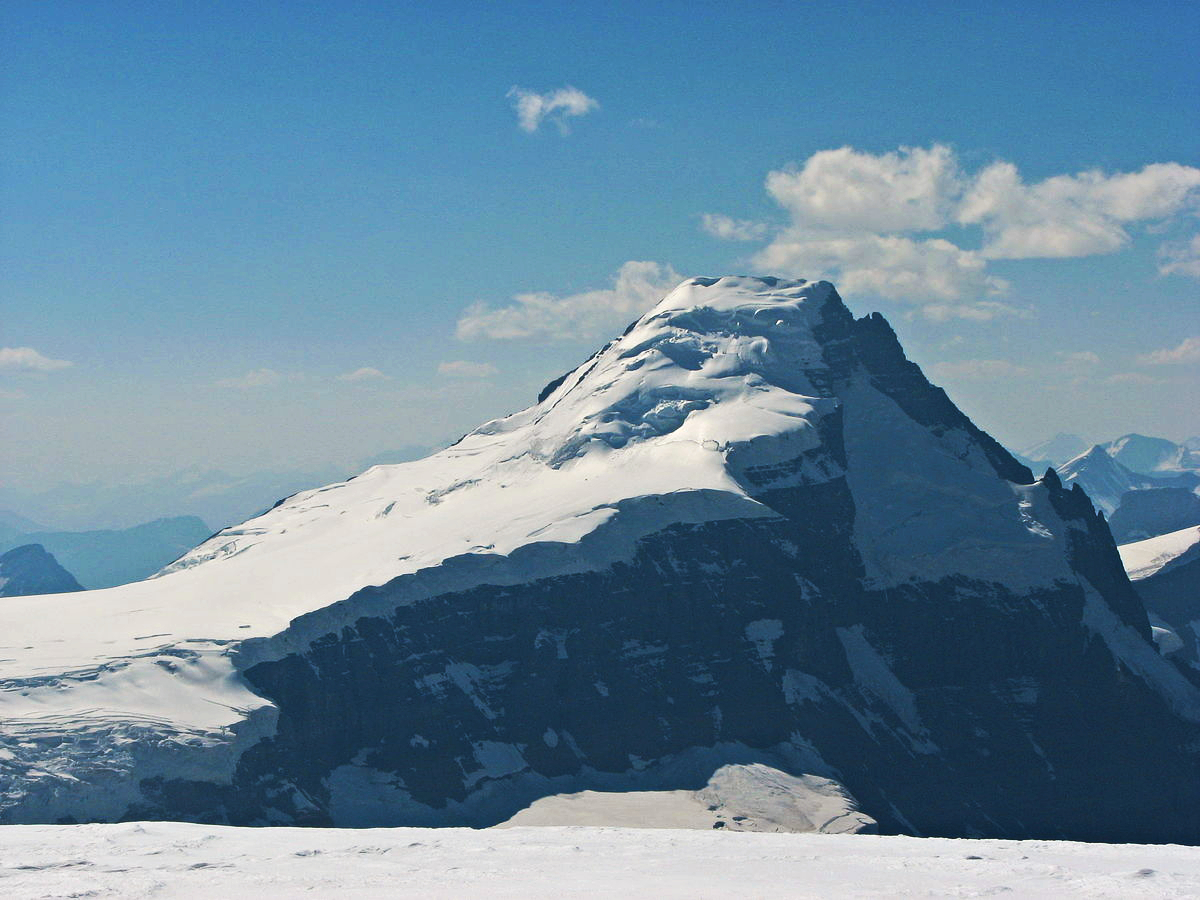
Monte Columbia.

| Sistema de cordilleras de las Rocosas Canadienses | | |
| Grupo                                             | Cordilleras | Subcordilleras |
| Rocosas Lejanas del Norte                         | Cordilleras Muskwa | Cordilleras Muskwa Noreste, grupo Allies, Áreas Kwadacha, Great Snow y Ospika, cordilleras South Central Muskwa, South Muskwa Foothills, Outer Muskwa Range Foothills |
| Rocosas Lejanas del Norte                         | Cordilleras Hart | Cordilleras Misinchinka y Dezaiko, North Hart Range Foothills y cordilleras Hart Central y Hart Sureste                                                               |
| Cordilleras Continentales Septentrionales         | Área Sir Alexander | |
| Cordilleras Continentales Septentrionales         | Área Morkill-Jackpine | |
| Cordilleras Continentales Septentrionales         | Grupo Resthaven | |
| Cordilleras Continentales Septentrionales         | Área Greater Mount Robson | Área Horsey Creek, grupo Whitehorn y cordillera Rainbow |
| Cordilleras Continentales Septentrionales         | Cordilleras Park Central Norte | Calumet Ridge, Treadmill Ridge, Área Snake Indian y cordilleras Victoria Cross                                                                                        |
| Cordilleras Continentales Septentrionales         | Cordilleras Frente Septentrional Lejano                                                                                             | Grupo Llama |
| Cordilleras Continentales Septentrionales         | Cordilleras Frente Septentrional | Área Kvass Creek, The Ancient Wall y cordilleras Starlight, Persimmon, Berland, Hoff, De Smet, Bosche y Boule                                                         |
| Cordilleras Continentales Septentrionales         | Northern Rocky Mountain Foothills                                                                                                   | |
| Cordilleras Principales Centrales                 | Cordillera Selwyn | |
| Cordilleras Principales Centrales                 | Cordilleras Jasper Sur | Grupo Meadow-Clairvaux, grupo Fraser-Rampart, cordillera Trident y grupo Cavell                                                                                       |
| Cordilleras Principales Centrales                 | North Icefields | Ptarmigan-Hugh, Hugh Allan-Wood Área, West Whirlpool, Hooker Icefield, Hooker Icefield                                                                                |
| Cordilleras Principales Centrales                 | Clemenceau Icefield | Cummis Lake Área, Central Clemenceau Icefield, Chaba Icefield, South Clemenceau Icefield                                                                              |
| Cordilleras Principales Centrales                 | Columbia Icefield Área | Sir Winston Churchill Range, Columbia Icefield, Bush-Prattle Divide, Vertebrae Ridge, cordillera Kitchen                                                              |
| Cordilleras Principales Centrales                 | Central Icefields | Grupo Alexandra, grupo Lyell y grupo Forbes |
| Cordilleras Principales Centrales                 | Cordilleras Park Central Suroeste                                                                                                   | Cordillera Blackwater, Área Goodfellow Creek, Waitabit Ridge, Blaeberry-Waitabit Divide, cordillera Van Horne                                                         |
| Cordilleras Principales Centrales                 | Freshfield Icefield | Grupo Bernard Dent, grupo Conway y grupo Mummery |
| Cordilleras Principales Centrales                 | Montañas Waputik | Montañas Waputik Norte, Wapta Icefield, grupo Poilus y cordilleras President y Waputik                                                                                |
| Cordilleras Frente Central                        | Cordilleras Jasper Este | Área Hinton Sur y cordilleras Fiddle, Miette, Jacques y Colin |
| Cordilleras Frente Central                        | Cordillera Maligne | |
| Cordilleras Frente Central                        | Cordilleras Queen Elizabeth | Cordilleras Western Queen Elizabeth, grupo Southesk, Le Grand Brazeau y grupo Sunwapta                                                                                |
| Cordilleras Frente Central                        | Cordillera Nikanassin | |
| Cordilleras Frente Central                        | Cordilleras North Saskatchewan River                                                                                                | Cordilleras Bighorn, First, Cline, Brazeau y Ram y montañas Cloister                                                                                                  |
| Cordilleras Frente Central                        | Grupo Murchison | |
| Cordilleras Frente Central                        | Cordilleras Clearwater | Grupo Drummond |
| Cordilleras Frente Central                        | Cordilleras Sawback-Slate | Cordilleras Slate y Sawback |
| Cordilleras Frente Central                        | CordilleraVermillion | |
| Cordilleras Frente Central                        | Cordilleras Banff Este | Cordilleras Bare, Fairholme y Palliser y Área Ghost River |
| Cordilleras Continentales Meridionales            | | |
| Cordilleras Kootenay                              | Cordilleras Beaverfoot, Brisco, Stanford, Hughes y Van Nostrand                                                                     | |
| Banff-Lake Louise Core Área                       | Cordilleras Ottertail, Vermillion, Bow, Ball y Massive                                                                              | |
| Assiniboine Área                                  | North Assiniboine Crest, cordillera Mitchell, grupo Assiniboine y cordillera Blue                                                   | |
| Cordilleras South Banff                           | Cordillera Sundance, montañas Sulphur, cordillera Goat y picos Rundle                                                               | |
| Región Kananaskis                                 | Cordilleras Kananaskis, Fisher, Opal, North Highwood y Highwood                                                                     | |
| Área Elk Lakes-Royal                              | Grupo West Royal, grupo Royal, montañas Spray, Área Franklin Peaks, Área Russell Peak, grupo Joffre, cordillera Elk y grupo Italian | |
| Cordilleras Harrison                              | Harrison Northeast, grupo Harrison, cordillera Quinn y grupo Harrison Este                                                          | |
| Cordillera High Rock                              | Cordilleras Misty y Greenhills | |
| Cordillera Livingstone                            | | |
| Cordilleras Crowsnest                             | Cordilleras Lizard, Taylor, Flathead y Blairmore                                                                                    | |